# Alphabetische Liste der Asteroiden/2000
Um die Liste der Asteroiden ohne Eigennamen nicht zu überfluten, sind nur die Asteroiden bis Nummer 20000 komplett. Asteroiden mit höherer oder ohne Nummer sollten nur eingetragen werden, wenn sie einen Artikel haben oder eine Besonderheit darstellen.
Sortierung nach der Bezeichnung hinter der Asteroidennummer.
| Nummer und Name     | Orbittyp                 |
| ------------------- | ------------------------ |
| (15529) 2000 AA80   | Jupiter-Trojaner         |
| (14256) 2000 AA96   | Hauptgürtel              |
| (14263) 2000 AA127  | Hauptgürtel              |
| (15102) 2000 AA202  | äußerer Hauptgürtel      |
| (16153) 2000 AB     | Hauptgürtel              |
| (18067) 2000 AB98   | Hauptgürtel              |
| (14261) 2000 AB121  | Hauptgürtel              |
| (14270) 2000 AB189  | Hauptgürtel              |
| (16161) 2000 AC68   | Hauptgürtel              |
| (16173) 2000 AC98   | Hauptgürtel              |
| (16181) 2000 AC137  | Hauptgürtel              |
| (19744) 2000 AC176  | Hauptgürtel              |
| (18070) 2000 AC205  | Hauptgürtel              |
| (16162) 2000 AD68   | Hauptgürtel              |
| (16171) 2000 AD97   | Hauptgürtel              |
| (16184) 2000 AD142  | Hauptgürtel              |
| (14242) 2000 AE25   | äußerer Hauptgürtel      |
| (19746) 2000 AE200  | Hauptgürtel              |
| (17200) 2000 AF47   | Hauptgürtel              |
| (14248) 2000 AF56   | Hauptgürtel              |
| (14260) 2000 AF119  | Hauptgürtel              |
| (19743) 2000 AF164  | Hauptgürtel              |
| (18068) 2000 AF184  | Hauptgürtel              |
| (17213) 2000 AF186  | Hauptgürtel              |
| (14692) 2000 AG133  | Hauptgürtel              |
| (19740) 2000 AG138  | Hauptgürtel              |
| (14266) 2000 AG143  | Hauptgürtel              |
| (15536) 2000 AG191  | Jupiter-Trojaner         |
| (14243) 2000 AH29   | Hauptgürtel              |
| (18885) 2000 AH80   | Hauptgürtel              |
| (16182) 2000 AH137  | Hauptgürtel              |
| (14264) 2000 AH142  | Hauptgürtel              |
| (17209) 2000 AH148  | Hauptgürtel              |
| (16185) 2000 AH164  | Hauptgürtel              |
| (16188) 2000 AH175  | Hauptgürtel              |
| (14269) 2000 AH182  | Hauptgürtel              |
| (14688) 2000 AJ2    | Hauptgürtel              |
| (17202) 2000 AJ64   | Hauptgürtel              |
| (17206) 2000 AJ125  | Hauptgürtel              |
| (16159) 2000 AK62   | Hauptgürtel              |
| (14691) 2000 AK119  | Hauptgürtel              |
| (14268) 2000 AK156  | Jupiter-Trojaner         |
| (16186) 2000 AK164  | Hauptgürtel              |
| (16190) 2000 AK191  | Hauptgürtel              |
| (19747) 2000 AK245  | Hauptgürtel              |
| (14239) 2000 AL2    | Hauptgürtel              |
| (14253) 2000 AL64   | Hauptgürtel              |
| (19739) 2000 AL104  | Hauptgürtel              |
| (16179) 2000 AL134  | Hauptgürtel              |
| (14689) 2000 AM2    | Hauptgürtel              |
| (18065) 2000 AM41   | Hauptgürtel              |
| (19736) 2000 AM51   | Hauptgürtel              |
| (17203) 2000 AM64   | äußerer Hauptgürtel      |
| (17205) 2000 AM105  | Hauptgürtel              |
| (15537) 2000 AM199  | Hauptgürtel              |
| (14246) 2000 AN50   | Hauptgürtel              |
| (18886) 2000 AN164  | Hauptgürtel              |
| (15103) 2000 AN204  | Hauptgürtel              |
| (14271) 2000 AN233  | Hauptgürtel              |
| (14241) 2000 AO5    | Hauptgürtel              |
| (14240) 2000 AP2    | Hauptgürtel              |
| (16156) 2000 AP39   | Hauptgürtel              |
| (15532) 2000 AP126  | Hauptgürtel              |
| (15100) 2000 AP144  | Hauptgürtel              |
| (16187) 2000 AP164  | Hauptgürtel              |
| (19745) 2000 AP199  | Hauptgürtel              |
| (19737) 2000 AQ51   | Hauptgürtel              |
| (14259) 2000 AQ117  | äußerer Hauptgürtel      |
| (15534) 2000 AQ164  | Hauptgürtel              |
| (16195) 2000 AQ236  | Hauptgürtel              |
| (14690) 2000 AR25   | Jupiter-Trojaner         |
| (17204) 2000 AR75   | Hauptgürtel              |
| (18066) 2000 AR79   | Hauptgürtel              |
| (14257) 2000 AR97   | Hauptgürtel              |
| (17214) 2000 AR189  | Hauptgürtel              |
| (14695) 2000 AR200  | Hauptgürtel              |
| (16196) 2000 AR236  | Hauptgürtel              |
| (14245) 2000 AS31   | Hauptgürtel              |
| (14255) 2000 AS70   | Hauptgürtel              |
| (16170) 2000 AS95   | Hauptgürtel              |
| (19742) 2000 AS162  | Hauptgürtel              |
| (18069) 2000 AS199  | Hauptgürtel              |
| (17199) 2000 AT40   | Hauptgürtel              |
| (14254) 2000 AT64   | Hauptgürtel              |
| (16178) 2000 AT127  | äußerer Hauptgürtel      |
| (15535) 2000 AT177  | Jupiter-Trojaner         |
| (14247) 2000 AV55   | Hauptgürtel              |
| (14265) 2000 AV142  | Hauptgürtel              |
| (17212) 2000 AV183  | äußerer Hauptgürtel      |
| (18888) 2000 AV246  | äußerer Hauptgürtel      |
| (14249) 2000 AW57   | Hauptgürtel              |
| (17207) 2000 AW126  | Hauptgürtel              |
| (14251) 2000 AX63   | Hauptgürtel              |
| (16183) 2000 AX138  | Hauptgürtel              |
| (14703) 2000 AX243  | Hauptgürtel              |
| (15098) 2000 AY2    | Hauptgürtel              |
| (15101) 2000 AY150  | Hauptgürtel              |
| (17210) 2000 AY172  | Hauptgürtel              |
| (16160) 2000 AZ66   | Hauptgürtel              |
| (16176) 2000 AZ126  | Hauptgürtel              |
| (14272) 2000 AZ234  | äußerer Hauptgürtel      |
| (18071) 2000 BA27   | Jupiter-Trojaner         |
| (19748) 2000 BD5    | äußerer Hauptgürtel      |
| (15105) 2000 BJ4    | äußerer Hauptgürtel      |
| (16200) 2000 BT28   | Hauptgürtel              |
| (15104) 2000 BV3    | Hauptgürtel              |
| (17218) 2000 BV16   | Hauptgürtel              |
| (15538) 2000 BW14   | Hauptgürtel              |
| (14273) 2000 BY14   | Hauptgürtel              |
| (18073) 2000 CB82   | Hauptgürtel              |
| (14723) 2000 CB93   | Hauptgürtel              |
| (14707) 2000 CC20   | Jupiter-Trojaner         |
| (18889) 2000 CC28   | Hauptgürtel              |
| (14710) 2000 CC33   | Hauptgürtel              |
| (16205) 2000 CC34   | Hauptgürtel              |
| (17226) 2000 CC76   | Hauptgürtel              |
| (14279) 2000 CD65   | Hauptgürtel              |
| (14715) 2000 CD71   | Hauptgürtel              |
| (14704) 2000 CE2    | Hauptgürtel              |
| (15110) 2000 CE62   | Hauptgürtel              |
| (14276) 2000 CF2    | Hauptgürtel              |
| (15540) 2000 CF18   | äußerer Hauptgürtel      |
| (14705) 2000 CG2    | Hauptgürtel              |
| (19749) 2000 CG19   | Hauptgürtel              |
| (14711) 2000 CG36   | Hauptgürtel              |
| (19751) 2000 CG63   | Hauptgürtel              |
| (16213) 2000 CG85   | äußerer Hauptgürtel      |
| (19752) 2000 CH67   | äußerer Hauptgürtel      |
| (14717) 2000 CJ82   | Hauptgürtel              |
| (17228) 2000 CJ94   | Hauptgürtel              |
| (16201) 2000 CK1    | Hauptgürtel              |
| (14722) 2000 CK92   | Hauptgürtel              |
| (16206) 2000 CL39   | Hauptgürtel              |
| (16208) 2000 CL52   | Hauptgürtel              |
| (18072) 2000 CL71   | Hauptgürtel              |
| (19753) 2000 CL94   | Hauptgürtel              |
| (19750) 2000 CM62   | Hauptgürtel              |
| (15539) 2000 CN3    | Jupiter-Trojaner         |
| (15541) 2000 CN63   | Hauptgürtel              |
| (14280) 2000 CN72   | Hauptgürtel              |
| (14709) 2000 CO29   | Hauptgürtel              |
| (14712) 2000 CO51   | Hauptgürtel              |
| (15113) 2000 CO96   | Hauptgürtel              |
| (14706) 2000 CQ2    | Hauptgürtel              |
| (14714) 2000 CQ65   | Hauptgürtel              |
| (14720) 2000 CQ85   | Hauptgürtel              |
| (14281) 2000 CR92   | Hauptgürtel              |
| (17229) 2000 CR97   | Hauptgürtel              |
| (148209) 2000 CR105 | Transneptunisches Objekt |
| (14713) 2000 CS63   | Hauptgürtel              |
| (16204) 2000 CT33   | Hauptgürtel              |
| (15108) 2000 CT61   | Hauptgürtel              |
| (17227) 2000 CW80   | Hauptgürtel              |
| (14721) 2000 CW91   | Hauptgürtel              |
| (17223) 2000 CX56   | Hauptgürtel              |
| (14716) 2000 CX81   | Hauptgürtel              |
| (14718) 2000 CX83   | Hauptgürtel              |
| (17230) 2000 CX116  | Hauptgürtel              |
| (16210) 2000 CY61   | Hauptgürtel              |
| (15114) 2000 CY101  | Hauptgürtel              |
| (17221) 2000 CZ28   | Hauptgürtel              |
| (15117) 2000 DA79   | Hauptgürtel              |
| (14725) 2000 DC3    | äußerer Hauptgürtel      |
| (14726) 2000 DD3    | Hauptgürtel              |
| (17232) 2000 DE3    | Hauptgürtel              |
| (14729) 2000 DK16   | Hauptgürtel              |
| (15542) 2000 DN3    | Hauptgürtel              |
| (16216) 2000 DR4    | Hauptgürtel              |
| (16223) 2000 DR69   | Hauptgürtel              |
| (14730) 2000 DS19   | Hauptgürtel              |
| (16224) 2000 DU69   | Hauptgürtel              |
| (15119) 2000 DU97   | Hauptgürtel              |
| (14737) 2000 DU99   | Hauptgürtel              |
| (18076) 2000 DV59   | Hauptgürtel              |
| (14733) 2000 DV74   | Hauptgürtel              |
| (14735) 2000 DV86   | Hauptgürtel              |
| (18074) 2000 DW     | Hauptgürtel              |
| (14736) 2000 DW97   | Hauptgürtel              |
| (14738) 2000 DW106  | Hauptgürtel              |
| (14732) 2000 DX71   | Hauptgürtel              |
| (14731) 2000 DY68   | Hauptgürtel              |
| (16227) 2000 DY73   | Hauptgürtel              |
| (15140) 2000 EB97   | Hauptgürtel              |
| (16228) 2000 EC39   | Hauptgürtel              |
| (17237) 2000 EC50   | Hauptgürtel              |
| (14740) 2000 ED32   | Hauptgürtel              |
| (15134) 2000 ED92   | äußerer Hauptgürtel      |
| (15122) 2000 EE17   | Hauptgürtel              |
| (15136) 2000 EE93   | äußerer Hauptgürtel      |
| (60608) 2000 EE173  | Transneptunisches Objekt |
| (15142) 2000 EF108  | Hauptgürtel              |
| (15544) 2000 EG17   | Hauptgürtel              |
| (15135) 2000 EG92   | Hauptgürtel              |
| (19755) 2000 EH34   | Hauptgürtel              |
| (17239) 2000 EH95   | Hauptgürtel              |
| (27401) 2000 EH107  | Hauptgürtel              |
| (15545) 2000 EK46   | äußerer Hauptgürtel      |
| (17234) 2000 EL11   | Hauptgürtel              |
| (15137) 2000 EL93   | Hauptgürtel              |
| (15121) 2000 EN14   | Hauptgürtel              |
| (15127) 2000 EN45   | Hauptgürtel              |
| (15123) 2000 EP36   | Hauptgürtel              |
| (15141) 2000 EP106  | Hauptgürtel              |
| (14741) 2000 EQ49   | Hauptgürtel              |
| (14742) 2000 EQ56   | Hauptgürtel              |
| (15138) 2000 EQ93   | Hauptgürtel              |
| (15131) 2000 ET54   | Hauptgürtel              |
| (18892) 2000 ET137  | Hauptgürtel              |
| (15130) 2000 EU49   | Hauptgürtel              |
| (18890) 2000 EV26   | innerer Hauptgürtel      |
| (19756) 2000 EW50   | Hauptgürtel              |
| (15143) 2000 EX108  | Hauptgürtel              |
| (15124) 2000 EZ39   | Hauptgürtel              |
| (15125) 2000 EZ41   | Hauptgürtel              |
| (16233) 2000 FA12   | Hauptgürtel              |
| (15153) 2000 FD17   | Hauptgürtel              |
| (16235) 2000 FF46   | Hauptgürtel              |
| (17244) 2000 FF50   | Hauptgürtel              |
| (15158) 2000 FH40   | Hauptgürtel              |
| (15152) 2000 FJ5    | Hauptgürtel              |
| (15156) 2000 FK38   | Hauptgürtel              |
| (18078) 2000 FL31   | Hauptgürtel              |
| (15159) 2000 FN41   | Hauptgürtel              |
| (15549) 2000 FN     | Hauptgürtel              |
| (15161) 2000 FQ48   | äußerer Hauptgürtel      |
| (15157) 2000 FV39   | Hauptgürtel              |
| (15154) 2000 FW30   | Hauptgürtel              |
| (17243) 2000 FX35   | Hauptgürtel              |
| (15164) 2000 GA89   | Hauptgürtel              |
| (15602) 2000 GA108  | Hauptgürtel              |
| (15607) 2000 GA124  | Hauptgürtel              |
| (15163) 2000 GB4    | Hauptgürtel              |
| (15589) 2000 GB80   | Hauptgürtel              |
| (18081) 2000 GB126  | Hauptgürtel              |
| (18082) 2000 GB136  | Hauptgürtel              |
| (15580) 2000 GE71   | Hauptgürtel              |
| (18894) 2000 GF42   | Hauptgürtel              |
| (15562) 2000 GF48   | Hauptgürtel              |
| (17254) 2000 GG137  | Hauptgürtel              |
| (18893) 2000 GH1    | Hauptgürtel              |
| (15572) 2000 GH65   | äußerer Hauptgürtel      |
| (15590) 2000 GH82   | Hauptgürtel              |
| (15592) 2000 GJ91   | Hauptgürtel              |
| (18895) 2000 GJ108  | äußerer Hauptgürtel      |
| (16240) 2000 GJ115  | Hauptgürtel              |
| (17252) 2000 GJ127  | Hauptgürtel              |
| (19757) 2000 GK1    | Hauptgürtel              |

| Nummer und Name    | Orbittyp                 |
| ------------------ | ------------------------ |
| (19760) 2000 GK160 | Hauptgürtel              |
| (15571) 2000 GM61  | Hauptgürtel              |
| (15162) 2000 GN2   | Hauptgürtel              |
| (18896) 2000 GN113 | Hauptgürtel              |
| (15588) 2000 GO79  | Hauptgürtel              |
| (15579) 2000 GP70  | Hauptgürtel              |
| (15591) 2000 GP89  | Hauptgürtel              |
| (15598) 2000 GP96  | Hauptgürtel              |
| (15558) 2000 GR2   | Hauptgürtel              |
| (15560) 2000 GR24  | Hauptgürtel              |
| (15585) 2000 GR74  | Hauptgürtel              |
| (15165) 2000 GR89  | Hauptgürtel              |
| (15593) 2000 GR93  | Hauptgürtel              |
| (15167) 2000 GS135 | Hauptgürtel              |
| (17255) 2000 GS163 | Hauptgürtel              |
| (15570) 2000 GT60  | Hauptgürtel              |
| (16242) 2000 GT126 | Hauptgürtel              |
| (15561) 2000 GU36  | Hauptgürtel              |
| (19759) 2000 GU146 | Hauptgürtel              |
| (15581) 2000 GV72  | Hauptgürtel              |
| (15586) 2000 GV75  | Hauptgürtel              |
| (15578) 2000 GW69  | Hauptgürtel              |
| (18080) 2000 GW105 | Hauptgürtel              |
| (15573) 2000 GX65  | Hauptgürtel              |
| (15166) 2000 GX90  | Hauptgürtel              |
| (15600) 2000 GY103 | Hauptgürtel              |
| (15605) 2000 GY114 | Hauptgürtel              |
| (15610) 2000 GY126 | Hauptgürtel              |
| (15601) 2000 GZ106 | Hauptgürtel              |
| (18083) 2000 HD22  | Hauptgürtel              |
| (15616) 2000 HG10  | Hauptgürtel              |
| (18897) 2000 HG30  | Hauptgürtel              |
| (15626) 2000 HR50  | äußerer Hauptgürtel      |
| (15615) 2000 HU1   | äußerer Hauptgürtel      |
| (17256) 2000 HZ22  | Hauptgürtel              |
| (15638) 2000 JA65  | äußerer Hauptgürtel      |
| (18089) 2000 JB41  | Hauptgürtel              |
| (17261) 2000 JB62  | Hauptgürtel              |
| (15636) 2000 JD31  | Hauptgürtel              |
| (17259) 2000 JE1   | innerer Hauptgürtel      |
| (16270) 2000 JH48  | Hauptgürtel              |
| (17263) 2000 JL65  | Hauptgürtel              |
| (16256) 2000 JM2   | innerer Hauptgürtel      |
| (17264) 2000 JM66  | äußerer Hauptgürtel      |
| (16278) 2000 JM77  | Hauptgürtel              |
| (19761) 2000 JP10  | Hauptgürtel              |
| (18899) 2000 JQ2   | Marsbahnkreuzer          |
| (16272) 2000 JS55  | Hauptgürtel              |
| (16263) 2000 JV37  | äußerer Hauptgürtel      |
| (16276) 2000 JX61  | Hauptgürtel              |
| (18898) 2000 JX    | Hauptgürtel              |
| (16257) 2000 JY6   | Hauptgürtel              |
| (15637) 2000 JY53  | Hauptgürtel              |
| (15633) 2000 JZ1   | Hauptgürtel              |
| (18085) 2000 JZ14  | Hauptgürtel              |
| (16279) 2000 KJ23  | Hauptgürtel              |
| (18094) 2000 KN56  | Hauptgürtel              |
| (18093) 2000 KS31  | Hauptgürtel              |
| (17266) 2000 KT6   | Hauptgürtel              |
| (17267) 2000 KY48  | Hauptgürtel              |
| (17270) 2000 LB2   | Hauptgürtel              |
| (17274) 2000 LC16  | Amor-Typ                 |
| (18900) 2000 LD12  | Hauptgürtel              |
| (17271) 2000 LL2   | Hauptgürtel              |
| (18096) 2000 LM16  | Hauptgürtel              |
| (18098) 2000 LR20  | Hauptgürtel              |
| (17282) 2000 LS34  | Hauptgürtel              |
| (17272) 2000 LU4   | Hauptgürtel              |
| (18097) 2000 LU19  | Hauptgürtel              |
| (17276) 2000 LU22  | Hauptgürtel              |
| (17275) 2000 LX19  | Hauptgürtel              |
| (18103) 2000 MC5   | Hauptgürtel              |
| (17284) 2000 MJ5   | Hauptgürtel              |
| (18901) 2000 MR5   | Hauptgürtel              |
| (18118) 2000 NB24  | Hauptgürtel              |
| (18107) 2000 NC5   | Hauptgürtel              |
| (19764) 2000 NF5   | Amor-Typ                 |
| (18109) 2000 NG11  | Amor-Typ                 |
| (19765) 2000 NM11  | Hauptgürtel              |
| (18902) 2000 NN5   | Hauptgürtel              |
| (17287) 2000 NP10  | Hauptgürtel              |
| (18105) 2000 NT3   | Hauptgürtel              |
| (18108) 2000 NT5   | Hauptgürtel              |
| (17288) 2000 NZ10  | Hauptgürtel              |
| (18908) 2000 OC21  | Hauptgürtel              |
| (18153) 2000 OC61  | Hauptgürtel              |
| (18136) 2000 OD21  | Hauptgürtel              |
| (18140) 2000 OD39  | Hauptgürtel              |
| (18909) 2000 OE21  | Hauptgürtel              |
| (18139) 2000 OF37  | Hauptgürtel              |
| (19771) 2000 OF44  | Hauptgürtel              |
| (18916) 2000 OG44  | äußerer Hauptgürtel      |
| (18917) 2000 OG48  | Hauptgürtel              |
| (18129) 2000 OH5   | Hauptgürtel              |
| (18906) 2000 OJ19  | Hauptgürtel              |
| (19773) 2000 OJ50  | Hauptgürtel              |
| (18919) 2000 OJ52  | Marsbahnkreuzer          |
| (18130) 2000 OK5   | Hauptgürtel              |
| (18141) 2000 OK42  | Hauptgürtel              |
| (18143) 2000 OK48  | Hauptgürtel              |
| (18133) 2000 OL12  | Hauptgürtel              |
| (18131) 2000 OM5   | Hauptgürtel              |
| (19767) 2000 ON5   | Hauptgürtel              |
| (18144) 2000 OO48  | Hauptgürtel              |
| (87269) 2000 OO67  | Transneptunisches Objekt |
| (19770) 2000 OP22  | Hauptgürtel              |
| (18138) 2000 OP35  | Hauptgürtel              |
| (18135) 2000 OQ20  | Hauptgürtel              |
| (18915) 2000 OR38  | Hauptgürtel              |
| (18134) 2000 OS14  | Hauptgürtel              |
| (18914) 2000 OT35  | Hauptgürtel              |
| (18126) 2000 OU3   | Hauptgürtel              |
| (18137) 2000 OU30  | Jupiter-Trojaner         |
| (18913) 2000 OU32  | Hauptgürtel              |
| (19772) 2000 OU46  | Hauptgürtel              |
| (18146) 2000 OU49  | Hauptgürtel              |
| (18920) 2000 OU52  | Hauptgürtel              |
| (18145) 2000 OX48  | Hauptgürtel              |
| (18904) 2000 OY8   | Hauptgürtel              |
| (18911) 2000 OY31  | Hauptgürtel              |
| (18147) 2000 OY50  | Hauptgürtel              |
| (18164) 2000 PA20  | Hauptgürtel              |
| (18154) 2000 PA    | Hauptgürtel              |
| (18166) 2000 PG27  | Hauptgürtel              |
| (18165) 2000 PN20  | Hauptgürtel              |
| (18168) 2000 PN28  | Hauptgürtel              |
| (18926) 2000 PO26  | Hauptgürtel              |
| (18927) 2000 PQ26  | Hauptgürtel              |
| (18167) 2000 PS27  | Hauptgürtel              |
| (18921) 2000 PT7   | Hauptgürtel              |
| (19777) 2000 PU7   | Hauptgürtel              |
| (18922) 2000 PU12  | Hauptgürtel              |
| (18925) 2000 PY25  | Hauptgürtel              |
| (18936) 2000 QA42  | Hauptgürtel              |
| (18963) 2000 QB141 | Hauptgürtel              |
| (18173) 2000 QD8   | Hauptgürtel              |
| (18181) 2000 QD34  | Marsbahnkreuzer          |
| (18188) 2000 QD55  | Hauptgürtel              |
| (18972) 2000 QD190 | Hauptgürtel              |
| (18942) 2000 QE54  | Hauptgürtel              |
| (19780) 2000 QE65  | Hauptgürtel              |
| (18194) 2000 QE100 | Hauptgürtel              |
| (18960) 2000 QE130 | Hauptgürtel              |
| (18937) 2000 QF42  | Hauptgürtel              |
| (18952) 2000 QF105 | Hauptgürtel              |
| (18183) 2000 QG37  | Hauptgürtel              |
| (18195) 2000 QG116 | Marsbahnkreuzer          |
| (18959) 2000 QG129 | äußerer Hauptgürtel      |
| (18945) 2000 QH71  | Hauptgürtel              |
| (18978) 2000 QH232 | Hauptgürtel              |
| (19784) 2000 QJ81  | äußerer Hauptgürtel      |
| (19781) 2000 QK68  | Hauptgürtel              |
| (18977) 2000 QK217 | Hauptgürtel              |
| (18172) 2000 QL7   | Amor-Typ                 |
| (18958) 2000 QL128 | äußerer Hauptgürtel      |
| (18966) 2000 QO145 | Hauptgürtel              |
| (18178) 2000 QP28  | Hauptgürtel              |
| (18967) 2000 QP151 | Hauptgürtel              |
| (18187) 2000 QQ53  | Hauptgürtel              |
| (18951) 2000 QQ98  | Hauptgürtel              |
| (19786) 2000 QR104 | Hauptgürtel              |
| (19782) 2000 QT68  | Hauptgürtel              |
| (18929) 2000 QU25  | innerer Hauptgürtel      |
| (19779) 2000 QU53  | Hauptgürtel              |
| (19785) 2000 QU103 | Hauptgürtel              |
| (18179) 2000 QV29  | Hauptgürtel              |
| (18940) 2000 QV49  | Jupiter-Trojaner         |
| (18962) 2000 QV140 | Hauptgürtel              |
| (18933) 2000 QW36  | Hauptgürtel              |
| (18185) 2000 QW49  | Hauptgürtel              |
| (18186) 2000 QW50  | Hauptgürtel              |
| (18931) 2000 QX31  | Hauptgürtel              |
| (18941) 2000 QX50  | Hauptgürtel              |
| (18968) 2000 QX152 | äußerer Hauptgürtel      |
| (18934) 2000 QY36  | äußerer Hauptgürtel      |
| (18955) 2000 QY122 | Hauptgürtel              |
| (18971) 2000 QY177 | Jupiter-Trojaner         |
| (18975) 2000 QZ200 | Hauptgürtel              |
| (18988) 2000 RB24  | Hauptgürtel              |
| (18993) 2000 RB43  | Hauptgürtel              |
| (18999) 2000 RC60  | Hauptgürtel              |
| (19802) 2000 RD72  | Hauptgürtel              |
| (18986) 2000 RF22  | Hauptgürtel              |
| (18995) 2000 RF53  | Hauptgürtel              |
| (18982) 2000 RH5   | Hauptgürtel              |
| (18998) 2000 RH55  | Hauptgürtel              |
| (19795) 2000 RJ50  | Hauptgürtel              |
| (19018) 2000 RL100 | Jupiter-Trojaner         |
| (19000) 2000 RM60  | Hauptgürtel              |
| (19013) 2000 RN76  | Hauptgürtel              |
| (19792) 2000 RO33  | Hauptgürtel              |
| (19797) 2000 RO51  | Hauptgürtel              |
| (19798) 2000 RP51  | Hauptgürtel              |
| (18985) 2000 RR21  | Hauptgürtel              |
| (18981) 2000 RT3   | Hauptgürtel              |
| (19799) 2000 RT51  | Hauptgürtel              |
| (19010) 2000 RT72  | äußerer Hauptgürtel      |
| (19790) 2000 RU10  | Hauptgürtel              |
| (19011) 2000 RU75  | innerer Hauptgürtel      |
| (19791) 2000 RV15  | Hauptgürtel              |
| (18989) 2000 RV26  | Hauptgürtel              |
| (19794) 2000 RV49  | Hauptgürtel              |
| (19001) 2000 RV60  | Hauptgürtel              |
| (18990) 2000 RW31  | Hauptgürtel              |
| (19014) 2000 RW77  | Hauptgürtel              |
| (19793) 2000 RX42  | Hauptgürtel              |
| (19796) 2000 RX50  | Hauptgürtel              |
| (19800) 2000 RX51  | äußerer Hauptgürtel      |
| (19015) 2000 RX77  | Hauptgürtel              |
| (19803) 2000 RX90  | Hauptgürtel              |
| (19006) 2000 RY65  | Hauptgürtel              |
| (19016) 2000 RY78  | Hauptgürtel              |
| (19804) 2000 RY103 | Hauptgürtel              |
| (19012) 2000 RZ75  | Hauptgürtel              |
| (19838) 2000 SA273 | Hauptgürtel              |
| (19828) 2000 SB214 | Hauptgürtel              |
| (19840) 2000 SB280 | Hauptgürtel              |
| (19020) 2000 SC6   | Jupiter-Trojaner         |
| (19021) 2000 SC8   | Hauptgürtel              |
| (19028) 2000 SC165 | Hauptgürtel              |
| (19830) 2000 SC218 | Hauptgürtel              |
| (19836) 2000 SC270 | Hauptgürtel              |
| (19823) 2000 SD170 | Hauptgürtel              |
| (19807) 2000 SE16  | Hauptgürtel              |
| (19837) 2000 SE271 | Hauptgürtel              |
| (19812) 2000 SG119 | äußerer Hauptgürtel      |
| (19829) 2000 SH217 | Hauptgürtel              |
| (19030) 2000 SJ276 | äußerer Hauptgürtel      |
| (19824) 2000 SL176 | Hauptgürtel              |
| (19843) 2000 SM309 | Hauptgürtel              |
| (19825) 2000 SN179 | Hauptgürtel              |
| (19827) 2000 SN212 | Hauptgürtel              |
| (19846) 2000 SN327 | Hauptgürtel              |
| (19834) 2000 SO238 | Hauptgürtel              |
| (19841) 2000 SO280 | Hauptgürtel              |
| (19819) 2000 SQ152 | äußerer Hauptgürtel      |
| (19805) 2000 SR11  | Hauptgürtel              |
| (19026) 2000 SR145 | Hauptgürtel              |
| (19024) 2000 SS112 | Hauptgürtel              |
| (19832) 2000 SS226 | Hauptgürtel              |
| (19814) 2000 ST124 | Hauptgürtel              |
| (19844) 2000 ST317 | Jupiter-Trojaner         |
| (19847) 2000 ST339 | Hauptgürtel              |
| (19031) 2000 SU295 | Hauptgürtel              |
| (19842) 2000 SU298 | Hauptgürtel              |
| (19831) 2000 SV225 | Hauptgürtel              |
| (19839) 2000 SW275 | Hauptgürtel              |
| (19845) 2000 SY319 | Hauptgürtel              |
| (19027) 2000 SZ149 | Hauptgürtel              |
| (19851) 2000 TD42  | Hauptgürtel              |
| (19849) 2000 TL18  | Hauptgürtel              |
| (19850) 2000 TQ25  | Hauptgürtel              |
| (19859) 2000 UK22  | äußerer Hauptgürtel      |
| (19856) 2000 UP8   | Hauptgürtel              |
| (19858) 2000 UT18  | Hauptgürtel              |
| (19854) 2000 UV5   | Hauptgürtel              |